# Oteșani
Oteșani è un comune della Romania di 2 891 abitanti, ubicato nel distretto di Vâlcea, nella regione storica dell'Oltenia. 
Il comune è formato dall'unione di 5 villaggi: Bogdănești, Cârstănești, Cucești, Oteșani, Sub-Deal.